# Rolf Holmquist
Karl Otto Rolf Holmquist, född 28 juli 1939 i Smedjebacken, Dalarnas län, är en svensk jurist. Han var generaldirektör för Ekobrottsmyndigheten från det att myndigheten inrättades 1998 till 2004.
Rolf Holmquist blev jur.kand. vid Uppsala universitet 1965, gjorde tingstjänstgöring 1965–1968, blev fiskal i Svea hovrätt 1969, var tingsfiskal i Eskilstuna 1969–1973 och avslutade domarutbildningen som hovrättsassessor i Svea hovrätt 1975. Han var sakkunnig i Försvarsdepartementet 1979–1985, departementsråd 1985–1987 samt expeditions- och rättschef i Försvarsdepartementet 1987–1992. Holmquist var hovrättslagman i Svea hovrätt 1992–1998 och därefter generaldirektör och chef för Ekobrottsmyndigheten 1998–2004. Han har gett ut flera böcker.